# Колиньон, Шарль
Шарль Эдгар Колиньон (фр. Charles Edgard Collignon, 7 сентября 1877, Париж — ?) — французский фехтовальщик-шпажист, олимпийский чемпион 1908 года в командных состязаниях.

## Биография
Родился в Х округе Парижа. Выступал в 1908 году на Олимпийских играх в Лондоне. В индивидуальном первенстве шпажистов выбыл во втором раунде, но стал олимпийским чемпионом в команде.